# Università di Sana'a
L’Università di Sana'a è un'università dello Yemen, la più antica del Paese e con sede presso la capitale.

## Storia
Sorta nel 1970, comprendeva inizialmente due facoltà, quella di Sharia e Diritto, e quella di Scienze dell'Educazione. Dopo qualche anno la prima fu rinominata Facoltà di Diritto e Legislazione, e ne furono aggiunte altre tre. Attualmente le facoltà sono 12.

## Organizzazione
- Facoltà di Diritto e Legislazione
- Facoltà di Scienze dell'Educazione
- Facoltà di Ingegneria
- Facoltà di Informatica
- Facoltà di Medicina
- Facoltà di Odontoiatria
- Facoltà di Economia e Commercio
- Facoltà di Farmacia
- Facoltà di Scienze
- Facoltà di Lingue
- Facoltà di Agraria
- Facoltà di Arte